# سيلفيا أنغولو
سيلفيا أنغولو (بالإسبانية: Silvia Angulo)‏ هي لاعبة الاسكواش كولومبية، ولدت في 14 يوليو 1983 في بوكارامانغا في كولومبيا.

## وصلات خارجية
- سيلفيا أنغولو على موقع SquashInfo.com (الإنجليزية)